# Patellapis pearstonensis
Patellapis pearstonensis är en biart som först beskrevs av Cameron 1905.  Patellapis pearstonensis ingår i släktet Patellapis och familjen vägbin. Inga underarter finns listade i Catalogue of Life.